# Vanni (nome)
Vanni  è un nome proprio di persona italiano maschile.

## Varianti
- Maschili: Wanni, Vanno[4], Vani[4]
  - Alterati: Vanino[4], Vannello[4], Vannetto[4]
- Femminili: Vanna[2][4][5], Wanna, Vana[4]
  - Alterati: Vanina[4], Vannella[4], Vannetta[4]

## Origine e diffusione
È un ipocoristico del nome Giovanni, analogamente a Gianni e Nanni.

## Onomastico
L'onomastico si festeggia lo stesso giorno di Giovanni.

## Persone

Vanni Pucci

- Vanni de' Cancellieri, nobile pistoiese citato da Dante (Inferno XXXII, 63)
- Vanni Fucci, noto ladro medievale (Dante Inferno - Canto XXIV e Canto XXV)
- Vanni Lauzana, sollevatore italiano
- Vanni Pucci, scrittore, poeta, illustratore e commediografo italiano
- Vanni Santoni, scrittore italiano
- Vanni Scheiwiller, critico d'arte, editore e giornalista italiano

### Varianti maschili
- Vannino Chiti, politico italiano
- Vannuccio Faralli, partigiano e politico italiano

### Variante femminile Vanna

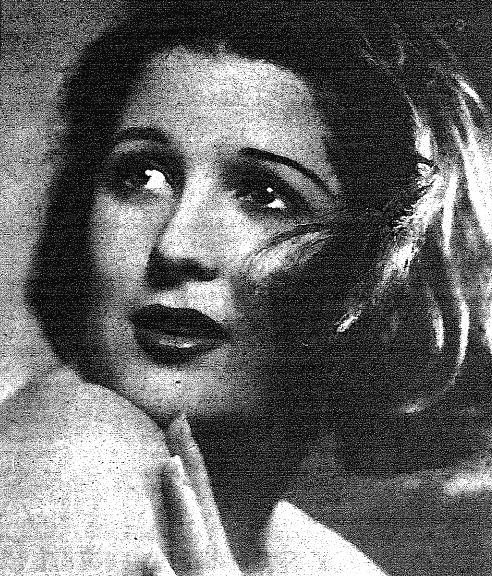
Vanna Vanni

- Vanna Bonta, romanziera, poetessa, attrice e doppiatrice statunitense
- Vanna Brosio, cantante, conduttrice televisiva e attrice italiana
- Vanna Busoni, attrice e doppiatrice italiana
- Vanna Iori, politica e docente universitaria italiana
- Vanna Scotti, cantante italiana
- Vanna Vanni, attrice italiana
- Vanna White, attrice e personaggio televisivo statunitense

### Altre varianti femminili
- Wanna Marchi, personaggio televisivo e truffatrice italiana